# کوه برومو
کوه برومو (به لاتین: Mount Bromo) یک آتشفشان چینه‌ای در اندونزی است که در Probolinggo واقع شده‌است. کوه برومو ۲٬۳۲۹ متر بالاتر از سطح دریا واقع شده‌است.

## نگارخانه

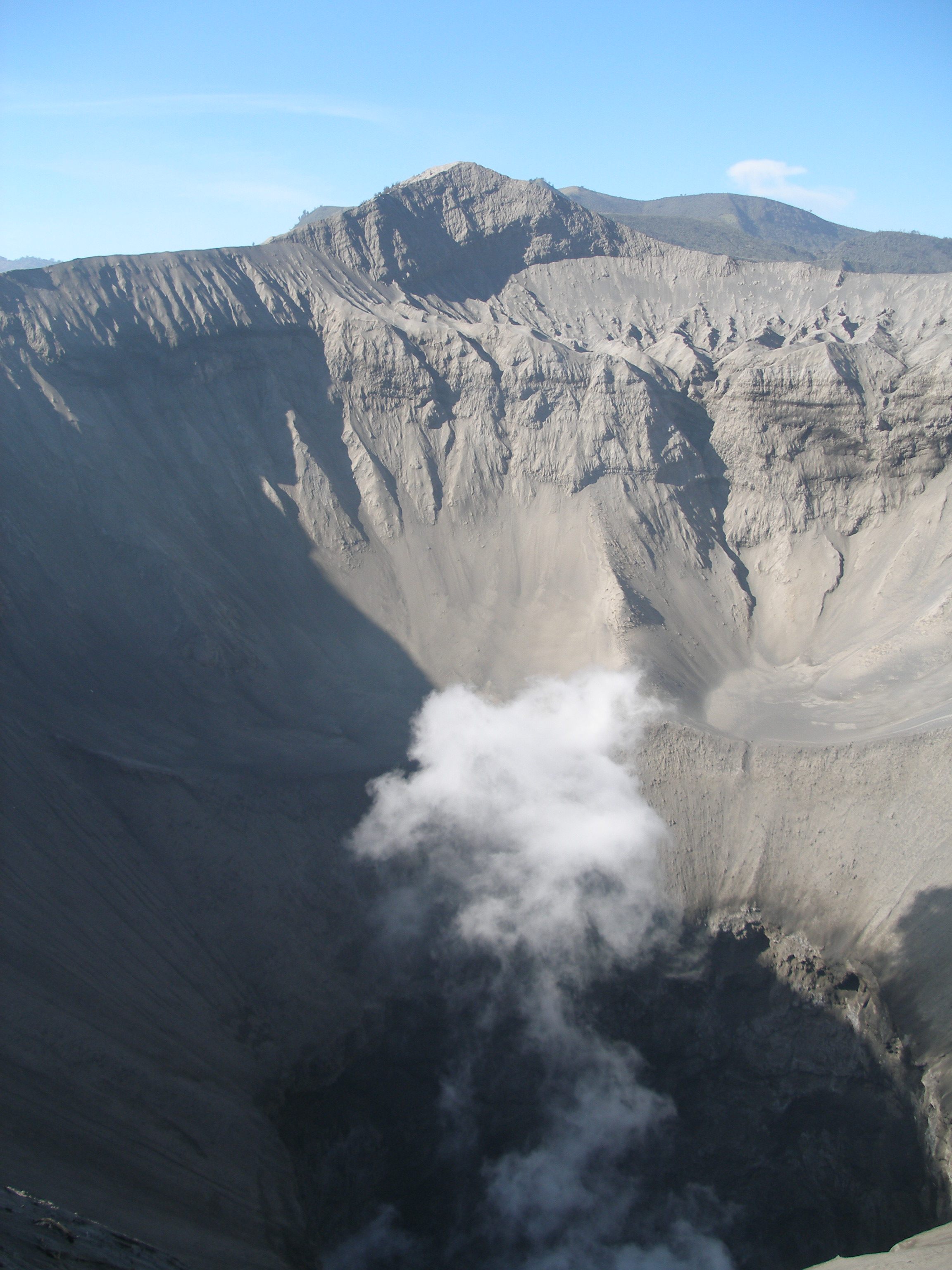
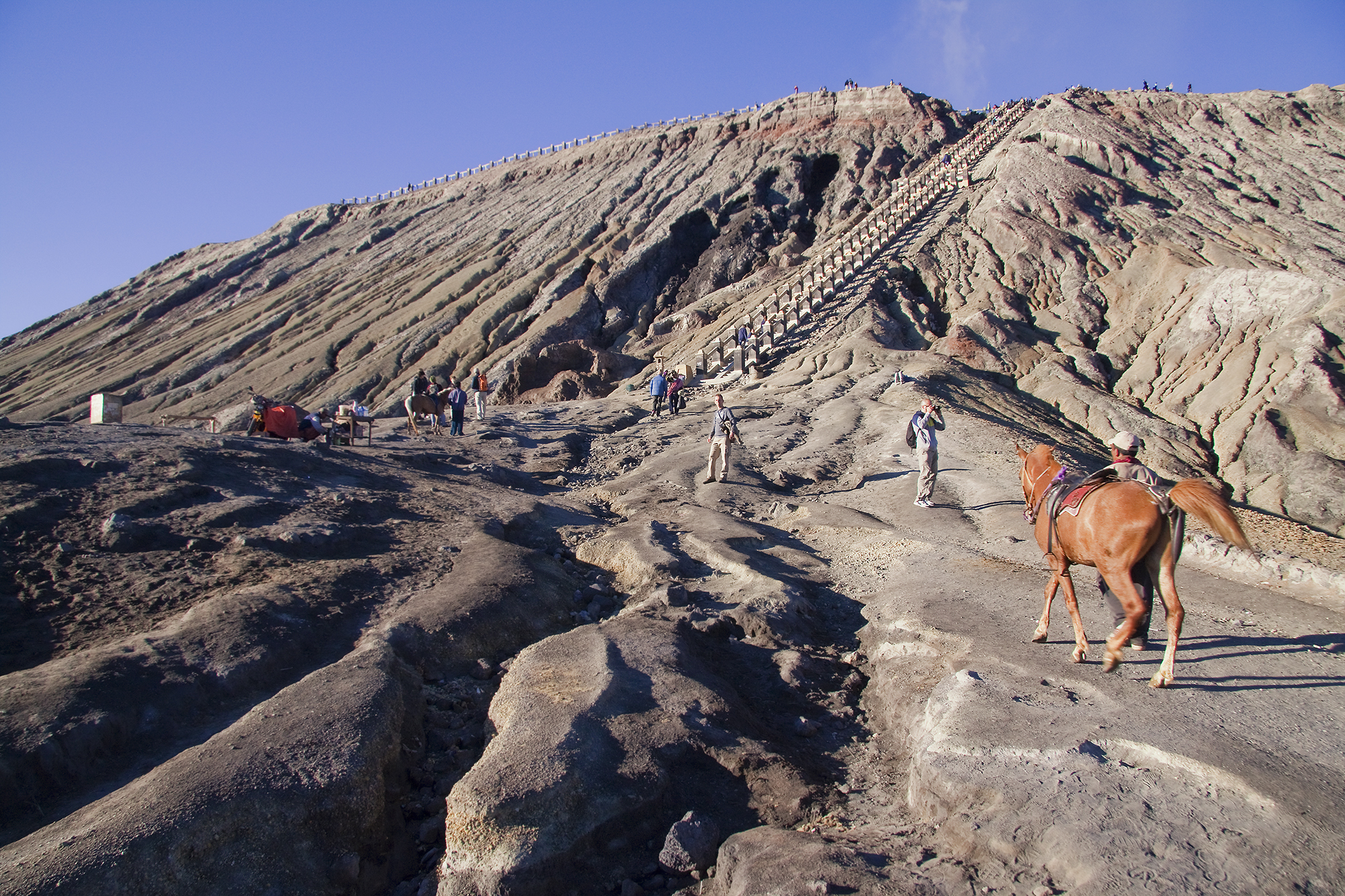
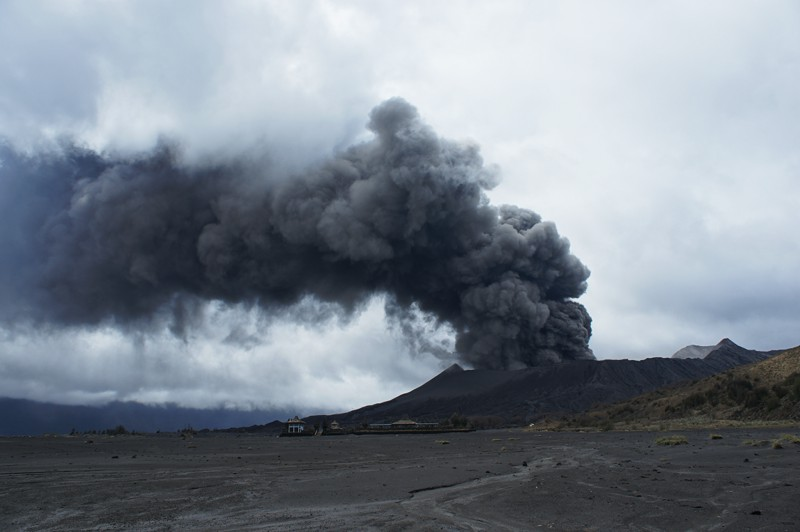
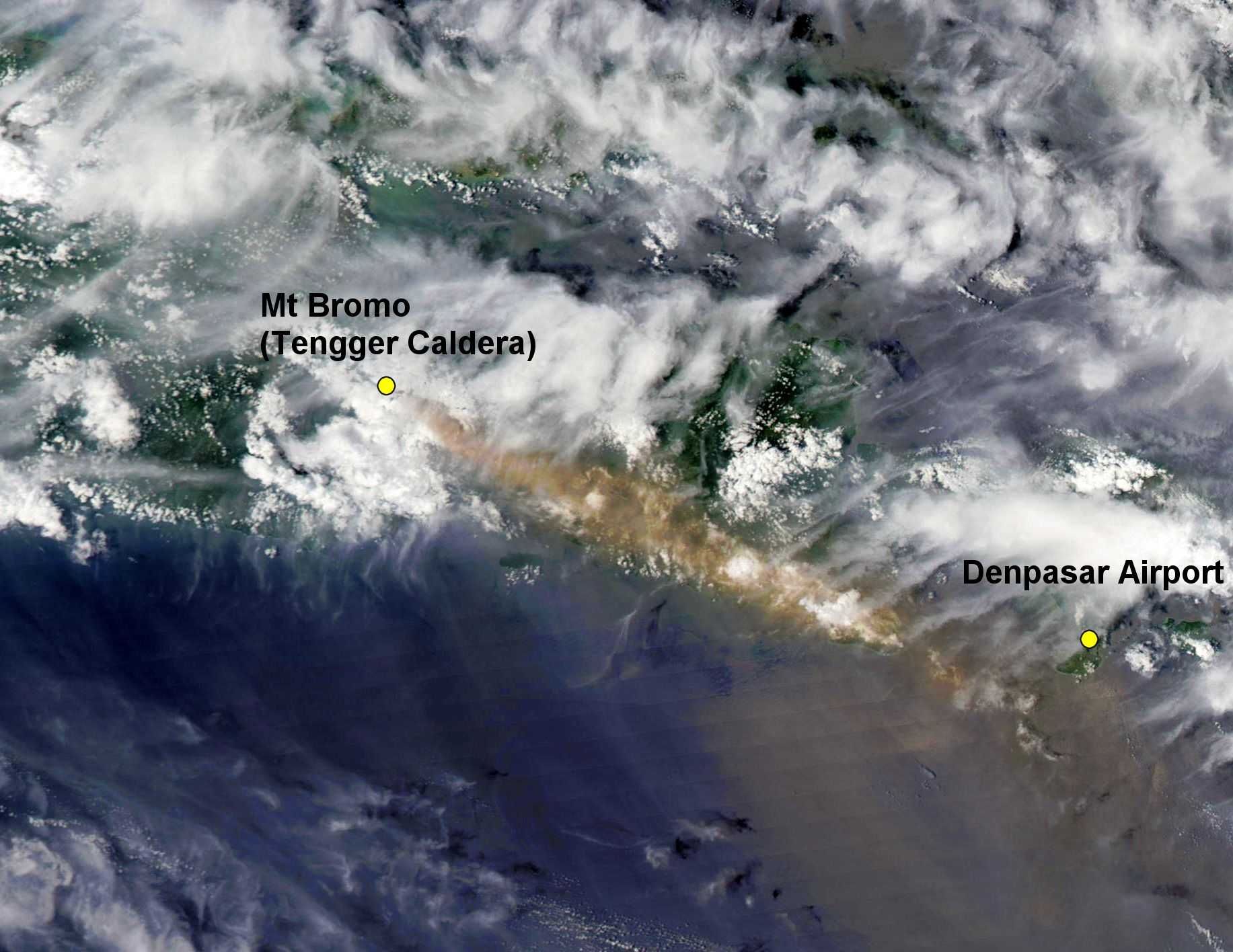
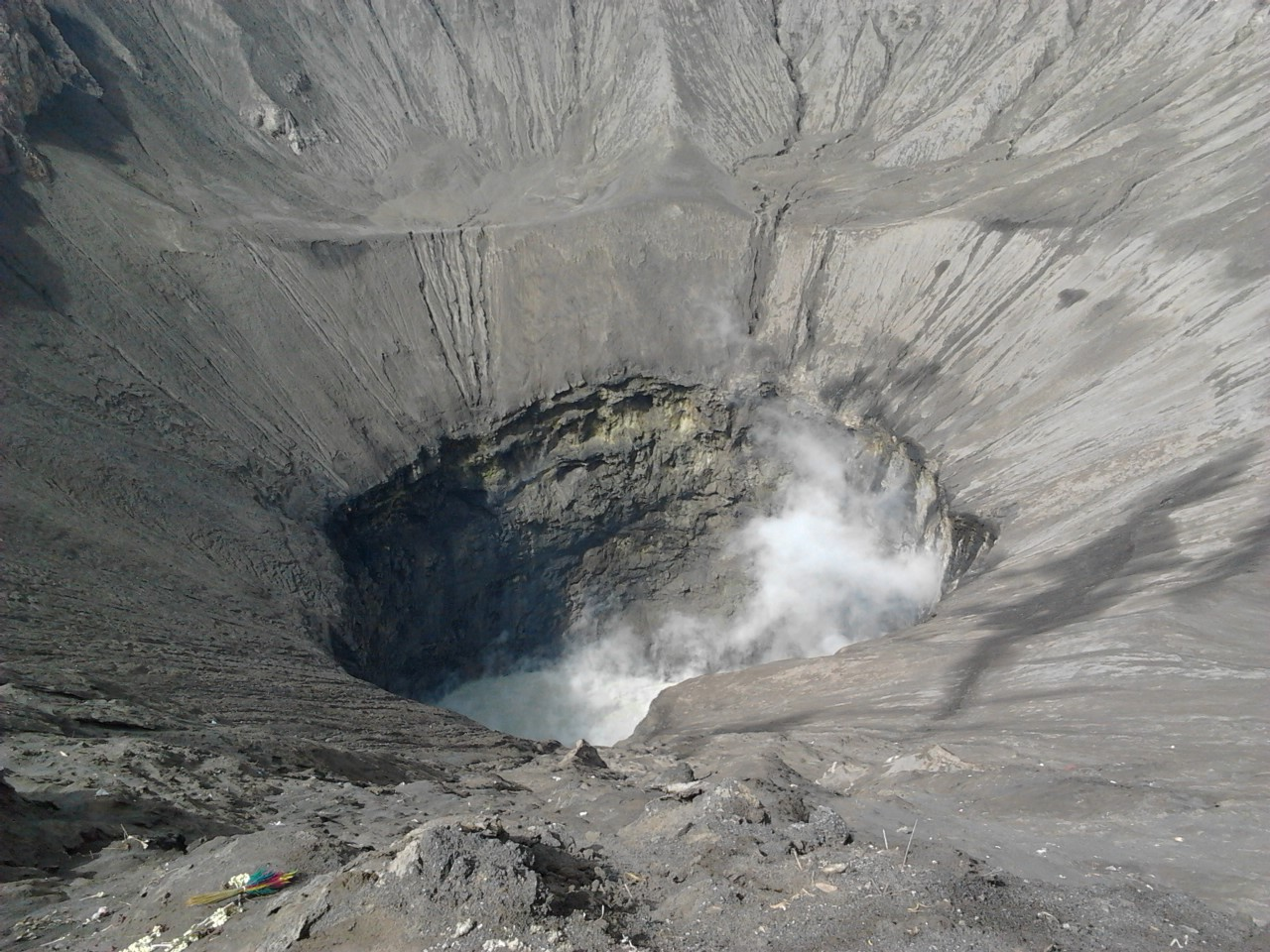
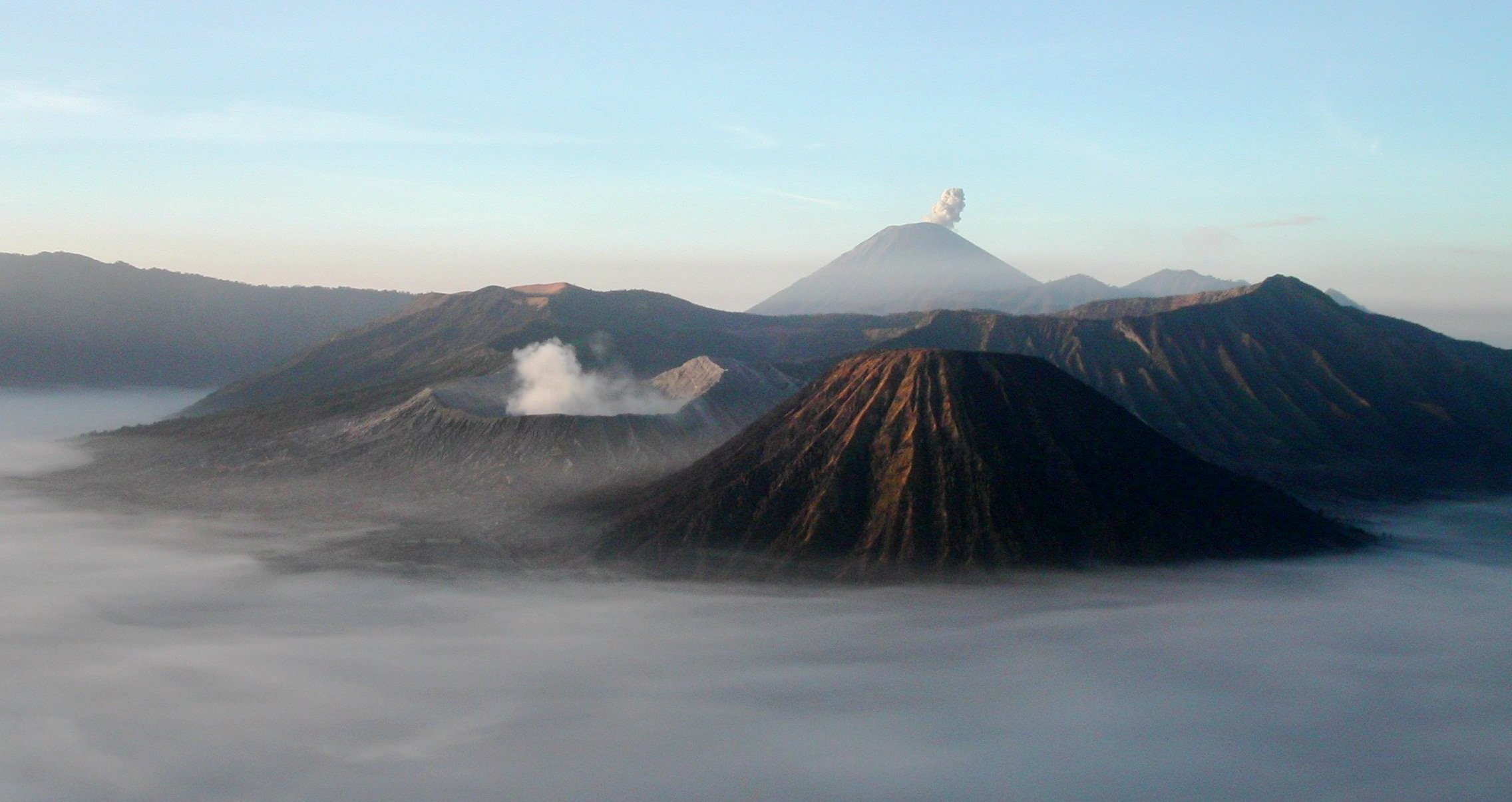